# Георги Минков
Вижте пояснителната страница за други личности с името Георги Минков.
Георги Костов Минков с псевдоними Батюшка, Мрачнейший, Мрачний, Пашата, Чорбаджи Натко е български политик и революционер, деец на Върховния македоно-одрински комитет и Вътрешната македоно-одринска революционна организация.

## Биография
Георги Минков е роден на 14 януари 1864 година в Лозенград, който тогава е в Османската империя. Учи в родния си град. В 1878 година, по време на Руско-турската война, баща му Коста Тодоров Минков е обесен от турците пред дюкяна му, а майка му умира от удар при вида на обесения си съпруг. Останал сирак, заедно с двете си братчета и шестте си сестрички Минков заминава за Варна. Продължава образованието си, но е изключен от гимназията заради „бунтовнически и нихилистични идеи“. При избухването на Сръбско-българската война в 1885 година е доброволец в Българската армия в Ученическия легион.
След войната получава стипендия и четири години учи в Русия. Между 1889 и 1894 година последователно е учител в Бургас, контрольор на жп линията Бургас – Ямбол, директор на прогимназията в Анхиало и старши писар при Бургаската окръжна постоянна комисия. От 1895/1896 година е писар при Народната библиотека в София.
Става член на новооснованото Македонското дружество в Бургас.
В 1896 година е сред основателите на Бургаския клон на сепаратистката организация „Странджа“ и съдейства за въоръжаването на първата ѝ чета, която навлиза в Малкотърновско в 1897 година. 
В 1899 година подпомага прехвърлянето на Гоце Делчев в Османската империя. От 1899 до 1908 година е почти непрекъснато член-секретар на Бургаската окръжна постоянна комисия.
На VII конгрес през февруари 1900 година и отново на VIII конгрес през април 1901 година е избран за член на ВМОК като привърженик на сарафисткото крило. Управлява комитета след арестуването на Сарафов през март 1901 година. През юли-август 1901 година е делегат на Деветия македоно-одрински конгрес, отново като е привърженик на Сарафов.
От май 1901 до края на 1903 година е задграничен представител на Одринския окръжен революционен комитет пред ВМОК, както и на арменските комитети в Цариград и Пловдив. През 1903 година е пръв кандидат в листата на Бургаската селска избирателна колегия за окръжни съветници, а от 1905 година редактира вестник „Искра“. Пунктов ръководител е на ВМОРО в Бургас. От 1908 година до 1911 година е председател на Постоянната окръжна комисия в Бургас и секретар на Бургаското окръжно управление с малки прекъсвания.
През Балканската война в 1912 година е пунктов началник в Бургас на II разузнавателен отряд. От 1913 година до 1918 година е член на Бургаската постоянна окръжна комисия. В 1918 година е назначен за и. д. окръжен управител на Бургас, а в 1919 година е избран за народен представител от Демократическата партия.
Георги Минков поддържа кореспонденция с Христо Силянов, Гьорче Петров, Антон Страшимиров, Александър Кипров, Владислав Ковачев, Степан Зорян, Петър Дървингов, Борис Сарафов, Янаки Гочев, Иван Ст. Цончев, Павел Генадиев, Ст. Милев, Кирил Гр. Пърличев, Ст. Трудов, Михаил Ив. Герджиков, Стамо Урумов, Стефан Гидиков, Димитър Михалчев, Петко Напетов, Младен Панчев, Константин Калканджиев , Димитър Общински, Велко Думев-Кадров, Тодор Ал. Попорушев, Георги Аянов, Тома Карайовов, Павел Ковачев, Христо Матов, Васил Пасхов, Христо Н. Татарчев и други.
Умира в Бургас на 1 януари 1943 година. Архивите му се съхраняват в НБКМ-БИА. Списание „Илюстрация Илинден“ излиза с паметна бележка за кончината му като член на бургаското дружество:
| „ | Закърмен в началото на своята обществена дейност с идеализма на народния учител, преминал през широкото обществено поле, верващ в светлото бъдеще на българския народ – отдал се всецело да работи за род и родина... | “ |

Част от архивите му се съхраняват във фонд №24 на Българския исторически архив в Националната библиотека „Св. св. Кирил и Методий“.